# 新店乡 (静宁县)
新店乡，是中华人民共和国甘肃省平凉市静宁县下辖的一个乡镇级行政单位。

## 行政区划
新店乡下辖以下地区：
甘坡村、孙湾村、段岔村、新店村、杏湾村、小湾村、任刘村和秦王村。